# Converses pedagògiques
Les Converses pedagògiques són les trobades que els mestres de l'escola pública catalana van iniciar a principis del segle XX de forma autogestionada per formar-se, recolzar-se mútuament i compartir experiències.

## Inicis
A principi del segle, el 1903, mestres d'escoles públiques de poblacions de l'Empordà organitzaren les “Converses pedagògiques”, una experiència de formació permanent autogestionada amb una doble finalitat: ajudar-se mútuament per millorar la seva feina professional, convençuts com estaven que amb el que havien après durant els anys de formació inicial no n'hi havia prou, i també per prestigiar el magisteri públic i afavorir el reconeixement públic de la dimensió social de la seva feina. Es tractava d'una experiència original que va sorgir dels mateixos mestres. Josep Pallach, en la seva tesi doctoral, manifesta que 
| « | no ens ha estat possible trobar indicis d'influències internes o externes. És més: hem intentat trobar, entre altres moviments pedagògics contemporanis, un esforç equivalent de formació col·lectiva –‘de l'autodidàctica professional', l'anomenarà Jou i Olió– i tampoc l'hem trobat | » |

Aquests trobades de formació horitzontal tingueren molt bona acollida entre els companys del magisteri públic gironí i, també, d'altres comarques catalanes. Ben aviat, el
mateix any 1903, les “Converses” es difongueren arreu de Catalunya amb més o menys
rapidesa. Entre 1903 i 1904 es fan converses a Figueres sobre "Educació cristiana" animada per Carmel González i sobre "Temes gramaticals" animada per Dalmau Carles; a Tortellà sobre "extensió escolar" (l'educació fora de l'escola, paper educador del metge, farmacèutic, capellà, secretari) animada per J.Bosch; i a la Bisbal sobre "Supersticions" animada per J.Puig.
Finalment, arribaren a Barcelona el 1906 a través de Llorenç Jou i Olió, un dels mestres capdavanters de la renovació pedagògica.